# 若澤·博尼法西奧·德·安德拉達
若澤·博尼法西奧·德·安德拉達·伊·席爾瓦（葡萄牙語：José Bonifácio de Andrada e Silva，葡萄牙語發音：[ʒuˈzɛ boniˈfasju dʒi ɐ̃ˈdɾadɐ i ˈsiwvɐ]，1763年6月13日—1838年4月6日），巴西政治家、博物学家、矿物学家、教授、诗人，生于葡萄牙帝国桑托斯，对巴西独立产生至关重要的影响，他支持公共教育，主张废除奴隶制，主张建立新都，曾发现四种新矿物。